# Julia Lübke
Julia Lübke (* 1977) ist eine deutsche Rechtswissenschaftlerin und Hochschullehrerin.

## Leben
Sie studierte Rechtswissenschaft an den Universitäten Passau, Oxford und Heidelberg. An der Universität Heidelberg wurde sie 2005 promoviert. Nach einem LL.M.-Studium an der Harvard Law School war sie Attorney-at-law in einer großen US-Wirtschaftskanzlei an den Standorten New York City und London in den Bereichen Capital Markets und M&A tätig. 2018 habilitierte sie sich an der Universität Heidelberg bei Peter-Christian Müller-Graff und erhielt die venia legendi für Bürgerliches Recht, Handels- und Gesellschaftsrecht, Wirtschaftsrecht, Europarecht. Ab 2020 war sie Inhaberin des Lehrstuhls für Bürgerliches Recht, Unternehmensrecht, Kartellrecht und Europäisches Privatrecht an der EBS Universität für Wirtschaft und Recht. Zum Wintersemester 2024/2025 wechselte sie an die Friedrich-Schiller-Universität Jena. Dort ist sie Inhaberin des Lehrstuhls für Bürgerliches Recht und Gesellschaftsrecht.

## Schriften (Auswahl)
- Der Erwerb von Gesellschaftsanteilen zwischen Kapitalverkehrs- und Niederlassungsfreiheit. Baden-Baden 2006, ISBN 3-8329-2200-8. (Dissertation)
- Privatautonome Verhaltensvorgaben für Gesellschafter-Erben (= Jus Privatum. Band 267). Mohr Siebeck, Tübingen 2022. (Habilitationsschrift)